# برمه (آلمان)
برمه (به آلمانی: Brehme) یک شهر در آلمان است که در آیشسفلد واقع شده‌است. برمه ۱٬۱۶۱ نفر جمعیت دارد.